# Ophiusa mejanesi
Ophiusa mejanesi là một loài bướm đêm thuộc họ Erebidae. Nó được tìm thấy ở Châu Phi, bao gồm Senegal và Nam Phi.